# Geranium soratae
Geranium soratae är en näveväxtart som beskrevs av R. Knuth in Engl.. Geranium soratae ingår i släktet nävor, och familjen näveväxter. Inga underarter finns listade i Catalogue of Life.